# أخدرية معمرة
أخدرية معمرة (الاسم العلمي: Oenothera perennis) هو نوع نباتي يتبع جنس الأخدرية من الفصيلة الأخدرية.